# Rana (nuoto)
La rana è uno stile di nuotata simile al movimento dell'omonimo animale; consiste nel muovere le braccia in avanti formando come un cuore con la punta davanti e muovere le gambe formando un cerchio.

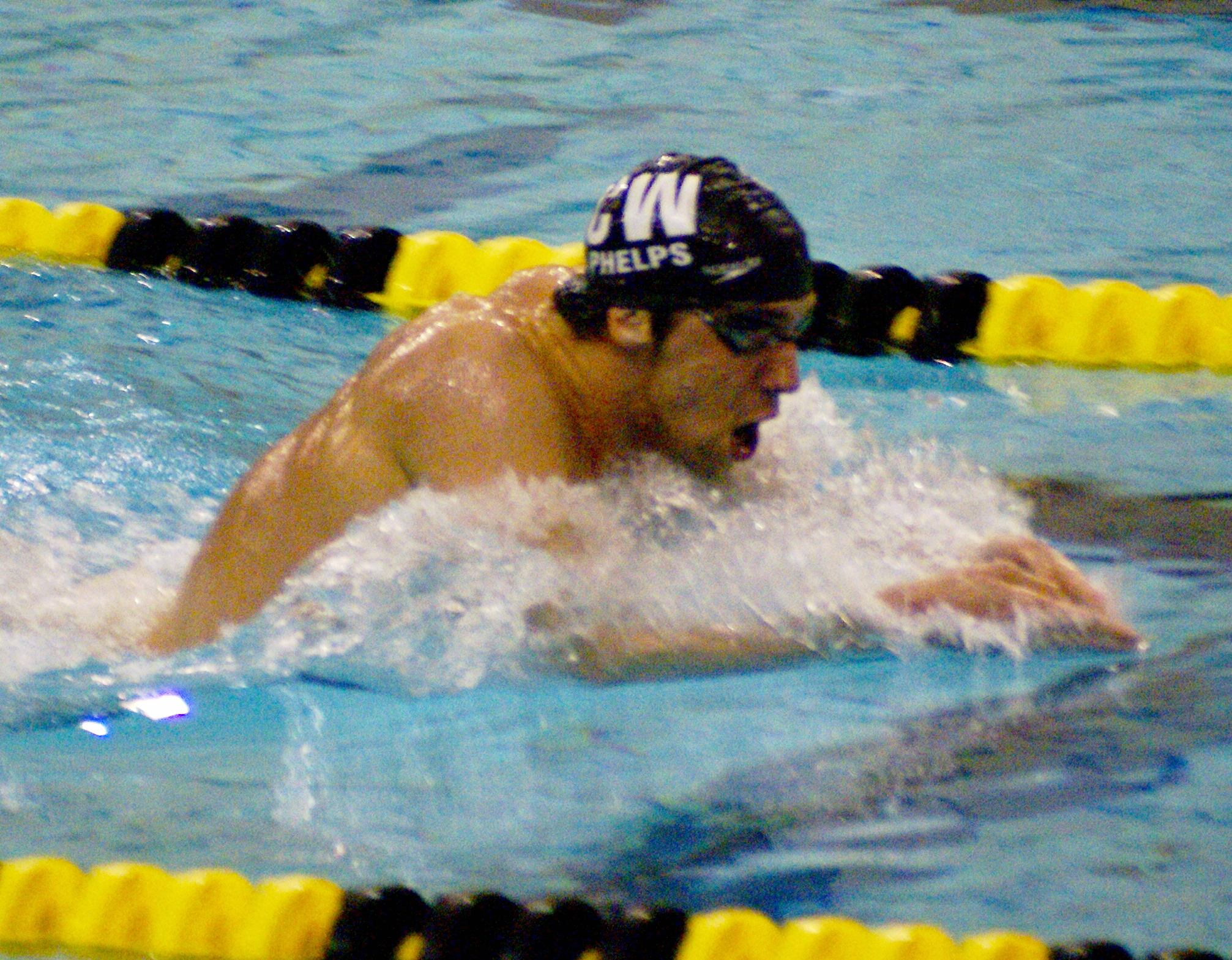
La bracciata a rana

## Introduzione
In tutti gli stili esiste una netta distinzione tra l'esecuzione tecnica e l'esecuzione elementare. L'esecuzione tecnica riguarda quasi esclusivamente gli agonisti, garantisce un'ottima efficacia propulsiva ma richiede un notevole impegno muscolare e sviluppate capacità coordinative. L'impiego di questa nuotata da parte dei principianti risulta pertanto controproducente: il più delle volte si manifestano una diminuzione dell'ampiezza della bracciata (minor propulsione), scoordinazione e movimenti inefficaci. Inoltre la forza richiesta dai gesti tecnici la rende inappropriata quando l'apparato locomotore è in via di sviluppo (bambini). 
Per ovviare a queste problematiche si insegna ai principianti una nuotata elementare che seppur non massimalizza le masse d'acqua spostate consente di nuotare in modo efficace.
La differenza visiva tra le due nuotate, è poi sorprendente nella rana. 
Ogni ora, se si nuota solamente a rana in modo corretto, si consumano circa 700 kcal (contro le 800 kcal del delfino).

## La nuotata elementare
La fase attiva della bracciata (quella che dà propulsione) è laterale e in superficie. Le braccia si muovono simmetricamente mentre i palmi delle mani sono rivolti verso l'esterno.

La fase di recupero (fase passiva) deve in ogni caso cominciare prima che le mani si trovino arretrate rispetto al capo.
Durante la fase attiva il capo fuoriesce dall'acqua per effettuare la respirazione e si rivolge poi verso la stessa nel recupero: fase che prevede la completa ridistensione delle braccia. Avviene una respirazione e una gambata ad ogni ciclo di bracciata.
In questo tipo di nuotata è considerato corretto sia far coincidere la fase attiva della bracciata con quella passiva (recupero) della gambata, sia impiegare una gambata completamente posticipata alla bracciata. L'azione delle gambe prevede che il tarso permanga addotto alla tibia (piede a martello). Il recupero avviene nella gambata mantenendo le ginocchia vicine, preoccupandosi di non arretrare eccessivamente i talloni verso i glutei. A questo punto ha inizio la fase attiva, i piedi si rivolgono verso l'esterno e le gambe vengono ridistese e contemporaneamente riaddotte l'una verso l'altra.

## La nuotata tecnica
La fase attiva della bracciata (quella che dà propulsione) è profonda e variata. Profonda in quanto le mani cercano l'acqua in profondità e variata poiché le braccia variano la loro lateralità rispetto al tronco in relazione alla sensibilità del nuotatore sull'acqua. Anche in questo caso non avviene la fase di spinta (le mani non vengono mai arretrate rispetto al capo). La retropulsione degli arti superiori coincide, nella nuotata tecnica, con l'adduzione delle scapole alla colonna che consente di imprimere maggior forza sull'acqua. Questo gesto, in connessione all'inarcamento posteriore del rachide e alla pressione dell'acqua sottostante, consente al nuotatore di rompere la superficie dalla testa fino alla zona lombare. Le braccia vengono poi recuperate fuori o in prossimità della superficie dell'acqua, ma in ogni caso i gomiti devono permanere sommersi (si tratterebbe altrimenti di "farfalla") e vicini al corpo.

Nella fase passiva il nuotatore cerca di sfruttare l'altezza raggiunta rispetto all'acqua per spingersi più avanti possibile anteponendo le scapole e flettendo la colonna. Conseguentemente, al termine del recupero della bracciata, il gluteo affiora dalla superficie riducendo l'attrito col fluido.
In questa nuotata il recupero delle gambe (abduzione e flessione) comincia quando termina la trazione (fine della bracciata attiva). Questo movimento è immediatamente seguito da una contemporanea adduzione ed estensione delle gambe (fase attiva). L'azione della gambata, che risulta tendenzialmente similare a quella della nuotata elementare, è tuttavia spesso caratterizzata da una minore escursione sul piano laterale delle gambe. Inoltre, in questa sorta di sforbiciata, il piede da flesso si ridistende gradualmente seguendo la direzione della gambata (sintomo di un'elevata percezione dell'acqua da parte del nuotatore). Ne consegue che il piede tornerà "a martello" solo alla fine del recupero, diminuendo così anche l'attrito nella fase passiva. L'efficacia della gambata dipende anche dalla mobilità delle articolazioni del nuotatore, infatti maggiore mobilità permette di spingere più acqua e pertanto di andare più veloce.
Nella rana avviene una respirazione ad ogni ciclo di bracciata ma bisogna ricordare che la testa non va sollevata ma deve rimanere in asse con il busto. Nella nuotata tecnica l'oscillazione del capo guida un movimento ondulatorio progressivo dal tronco fino al bacino detto "beccheggio", come avviene nel delfino. Bisogna però fare attenzione a non attuare dei colpi a delfino durante la gambata perché nelle competizioni si rischia di essere squalificato.
La velocità nello stile rana dipende dall'azione delle gambe, 70%. Mentre il restante 30% è dovuto all'azione delle braccia. 

## La didattica elementare
Per apprendere la gambata è consigliabile scomporre il movimento in tre fasi adeguatamente intervallate tra loro. Assumere le seguenti posizioni prima fuori dall'acqua da seduti (non sul pavimento) poi in acqua portando le braccia in appoggio su una tavoletta:
1. posizionare i piedi "a martello" e semiflettere e avvicinare le gambe (non eccessivamente) al corpo mantenendo le ginocchia vicine;
2. spostare i talloni verso l'esterno mantenendo i piedi "a martello" e le ginocchia vicine tra loro;
3. ridistendere le gambe verso l'esterno, e riaddurle l'una verso l'altra;

in ogni posizione le gambe devono muoversi sempre insieme e simmetricamente.
Per preparare il movimento degli arti superiori sarà necessario focalizzare il più possibile l'attenzione su di essi, ed escludere quindi la gambata. Eseguire perciò i seguenti movimenti utilizzando una gambata già assimilata: stile libero oppure tenendo un pull-buoy tra le gambe:
- porre le braccia distese in superficie e cominciare la bracciata disegnando un piccolo cerchio appena sotto la superficie. È fondamentale che in questo movimento le mani non vengano mai arretrate rispetto al capo, quando giungeranno all'altezza dello stesso verranno infatti ridistese davanti alle spalle, concludendo la bracciata;
- in questo momento si esegue sempre una breve pausa (da effettuare sempre in questa fase della bracciata a rana); dopodiché sarà possibile cominciare una nuova bracciata riproducendo il movimento precedente.

A questo punto sarà possibile eseguire lo stile rana semplificandone la coordinazione: eseguendo prima la bracciata (come sopra descritta) e inserendo la gambata (come sopra descritta) nel momento in cui le braccia sono mantenute distese davanti al capo. Il movimento risulterà tecnicamente corretto e la pratica sarà sufficiente a renderlo più fluido.
È da precisare che alcune persone non necessitano di un'accurata scansione delle fasi della gambata nemmeno nell'approccio didattico. Si tratta dei cosiddetti ranisti naturali che possiedono un'articolazione coxo-femorale geneticamente predisposta a questo stile. Ciò ha poi ripercussioni sulla posizione dei piedi, infatti i ranisti naturali sono spesso riconoscibili dalla camminata con i piedi rivolti all'esterno.
Correzione degli errori più ricorrenti:
- non si è in grado di automatizzare la pausa da effettuarsi quando le braccia sono iperdistese: nuotare a rana effettuando una seconda gambata mentre le braccia permangono iperdistese (rana doppia gambata);
- le braccia vengono arretrate oltre il capo: riprovare il movimento a secco o eseguire la bracciata con le ascelle appoggiate alla corsia o a un tubo per acquagym in modo da impedire che le braccia arretrino eccessivamente;
- difficoltà nel riprodurre la gambata in acqua: eseguire la gambata a rana in verticale con le mani attaccate al bordo.

## La didattica tecnica
- Accentuare il movimento delfinato proprio della rana tecnica: nuotare con una bracciata a rana e una gambata a delfino impiegando le pinne.
- Tentare di nuotare a rana recuperando le braccia fuori dall'acqua.

La nuotata tecnica va tuttavia raggiunta in questo stile perlopiù applicando nozioni e correzioni analitiche.

## Regolamento agonistico
Le regole esatte della FIN / FINA per la "nuotata a rana" sono definite in una sezione apposita del regolamento e sono:
- NU 7.1 Dopo la partenza e dopo ogni virata, il concorrente può effettuare una sola bracciata completa all’indietro fino alle gambe durante la quale lo stesso può rimanere immerso. Dopo la partenza e dopo ciascuna virata, in qualsiasi momento precedente il primo calcio a rana è consentito un unico calcio a farfalla, a seguito del quale tutti i movimenti delle gambe devono essere simultanei e nello stesso piano orizzontale senza movimenti alternati. La testa deve rompere la superficie dell’acqua prima che le mani ruotino verso l’interno al culmine della parte più ampia della seconda bracciata.
- NU 7.2 Dall’inizio della prima bracciata dopo la partenza e dopo ogni virata, il corpo deve essere mantenuto sul petto. Non è permesso ruotare sul dorso in nessun momento a eccezione che nella virata dove, dopo avere toccato la parete, è permessa qualsiasi rotazione a condizione che il corpo, nel momento in cui si stacca dalla parete, sia tornato sul petto. Per tutta la competizione, il ciclo di nuotata deve essere costituito nell’ordine da una bracciata seguita da un colpo di gambe. Tutti i movimenti delle braccia devono essere simultanei, senza movimenti alternati.
- NU 7.3 Le mani devono essere spinte in avanti insieme dal petto sopra, sotto o alla superficie dell’acqua. I gomiti devono rimanere sotto la superficie dell’acqua, a eccezione dell’ultima bracciata prima della virata, durante la virata e nella bracciata finale all’arrivo. Le mani devono essere riportate indietro, sotto o alla superficie dell’acqua. Le mani non devono essere riportate indietro oltre la linea delle anche, a eccezione che nella prima bracciata dopo la partenza e dopo ogni virata.
- NU 7.4 Durante ogni ciclo completo una parte qualsiasi della testa del concorrente deve rompere la superficie dell’acqua. Tutti i movimenti delle gambe devono essere simultanei, senza movimenti alternati.
- NU 7.5 Durante la parte propulsiva del colpo di gambe, i piedi devono essere ruotati verso l’esterno. Non sono permessi movimenti alternati e calci a farfalla verso il basso, a eccezione di quanto previsto alla norma NU 7.1. È permesso rompere la superficie dell’acqua con i piedi, a condizione che non ne consegua un calcio a farfalla verso il basso.
- NU 7.6 Il tocco, a ogni virata e all’arrivo della competizione, deve essere effettuato con entrambe le mani separate e simultaneamente sopra, sotto o al livello dell’acqua. Durante l’ultima bracciata, prima della virata e dell’arrivo è permesso effettuare una bracciata non seguita da un calcio delle gambe. Dopo l’ultima trazione di braccia precedente al tocco, la testa può essere immersa, a condizione che la stessa rompa almeno per un istante la superficie dell’acqua, nel corso dell’ultimo ciclo completo o incompleto che precede il tocco stesso.

Sono presenti anche altre limitazioni generali definite in altre parti del regolamento, alcune sono:
- NU 4.4 Ogni concorrente che inizi una partenza prima che il segnale sia stato dato può essere squalificato (“falsa partenza”).

- NU 10.5 In qualsiasi gara un concorrente, nell’effettuare la virata, deve prendere contatto fisico con la parete terminale della vasca o del percorso. La virata deve essere effettuata dalla parete e non è permesso spingersi o slanciarsi dal fondo vasca.

- NU 10.7 Non è permesso tirarsi alla corda o ai galleggianti di delimitazione della corsia.

## Competizioni
Ci sono tre competizioni utilizzate nel nuoto a Rana, da poter svolgere sia in vasca lunga (50 metri) o corta (25 metri).
- 50 m
- 100 m
- 200m

La Rana fa parte anche della gara mista sulle seguenti distanze:
- 100 m misti individuali (solo vasca corta)
- 200 m misti individuali
- 400 m misti individuali
- Staffetta mista 4 × 50 m (solo vasca corta)
- Staffetta mista 4 × 100 m
- Staffetta di genere misto[5] mista 4 × 50 m (solo vasca corta)
- Staffetta di genere misto[5] mista 4 × 100 m

Sia per le dimensioni della vasca che per altre motivazioni non è detto siano presenti tutte le competizioni nei vari eventi sportivi, come Olimpiadi e Campionati.
Ad oggi per i Primati Nazionali e Internazionali, sono riconosciute tutte le precedenti distanze per entrambi i sessi.